# Échange de cadeaux d'éléphant blanc

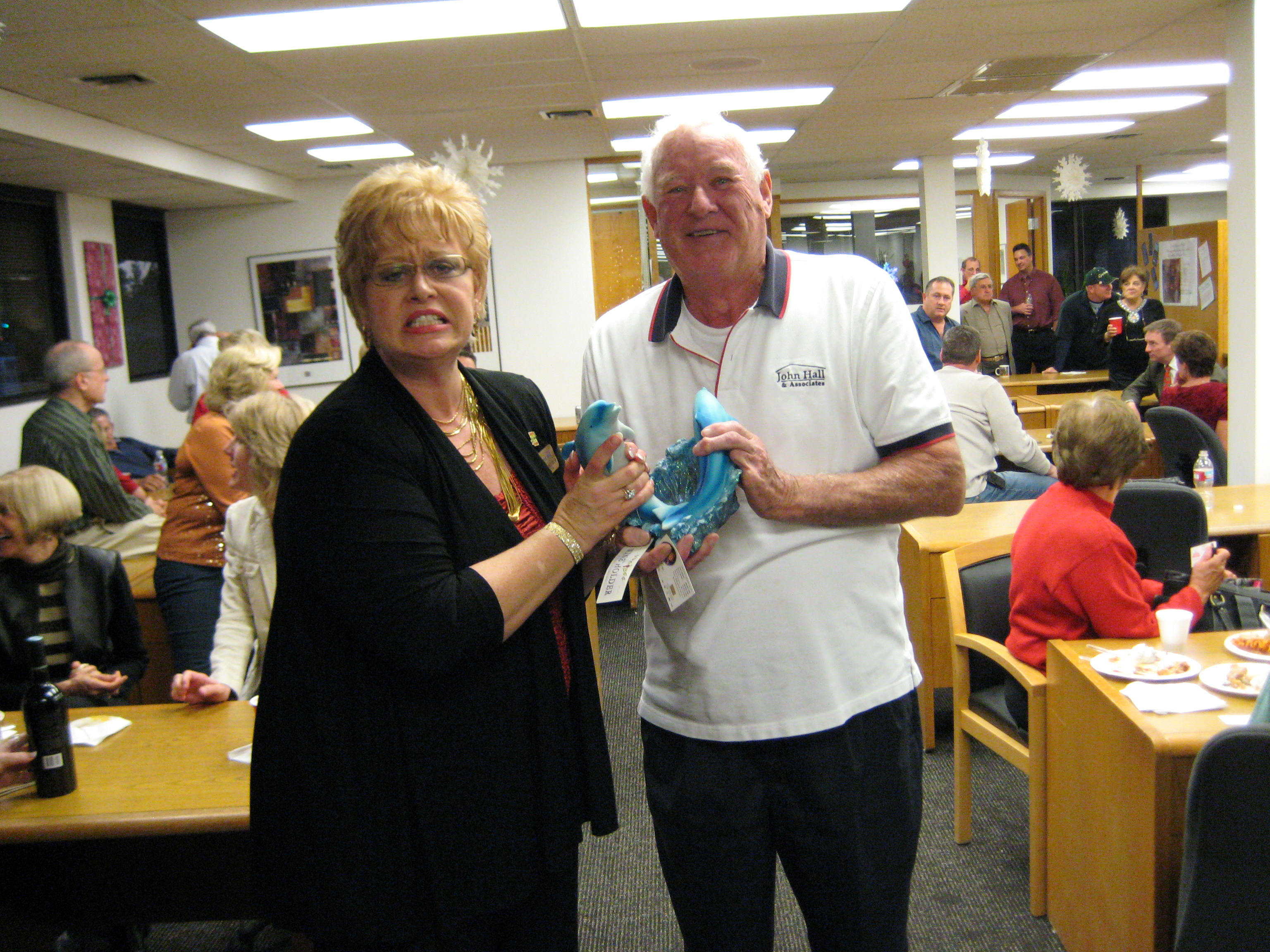
Un homme « vole » un cadeau dans un échange de cadeaux d'éléphant blanc, tandis que son ancien propriétaire hésite à y renoncer.

Un échange de cadeaux d'éléphant blanc (en anglais : white elephant gift exchange), Yankee swap ou Dirty Santa est un jeu de société où des cadeaux amusants et peu pratiques (des éléphants blancs) sont échangés pendant les festivités. L'objectif du jeu est de se divertir, plutôt que de recevoir un article précieux ou désiré.
L'expression « éléphant blanc » proviendrait de la pratique historique du roi du Siam (aujourd'hui la Thaïlande) qui donnait des éléphants albinos rares à des courtisans qui lui avaient déplu, pour qu'ils soient ruinés par les frais d'entretien des animaux. Bien que la première utilisation de ce terme demeure controversée parmi les historiens, une théorie suggère qu'Ezra Cornell a introduit le terme dans le lexique populaire à travers ses fréquentes réunions sociales dès 1828,,.

## Règles du jeu
Chaque participant apporte un cadeau emballé, généralement de valeur similaire. Les cadeaux sont placés au centre et les participants déterminent dans quel ordre ils les sélectionneront à tour de rôle. La personne qui commence ouvre un cadeau emballé et le tour se termine. Aux tours suivants, chaque personne a le choix de déballer un nouveau cadeau ou d'en voler un autre. Quand le cadeau d'une personne est volé, elle peut soit choisir un autre cadeau emballé à ouvrir, soit voler celui d'un autre joueur. Pour éviter les parties sans fin, chaque cadeau ne peut être volé que deux fois. Le jeu se termine quand tout le monde a un cadeau. En règle générale, il est recommandé d'avoir six participants pour jouer. Avec un groupe plus important, le jeu risque d'être plus long.

## Variations
À l'origine, un échange de cadeaux d'éléphant blanc était différent d'un échange de cadeaux Dirty Santa. Bien que les règles de choix et de vol de cadeaux soient similaires, la différence a trait au type de cadeau apporté par chaque joueur. En règle générale, un éléphant blanc pouvait être un objet quelconque dont le joueur souhaitait réellement se débarrasser, ou juste un cadeau stupide et humoristique.